# Маріїнське
Марії́нське (рос. Мариинское) — село у складі Ульчського району Хабаровського краю, Росія. Адміністративний центр Маріїнського сільського поселення.

## Населення
Населення — 656 осіб (2010; 1030 у 2002).
Національний склад (станом на 2002 рік):
- росіяни — 87 %